# Deniss Vasiļjevs
Deniss Vasiljevs (Daugavpils, 9 agosto 1999) è un pattinatore artistico su ghiaccio lettone.
Ha ottenuto la medaglia di bronzo ai campionati europei del 2022, diventando il primo pattinatore lettone a vincere una medaglia ai campionati europei in qualsiasi disciplina, ed è quattro volte campione nazionale lettone.
Si è classificato tra i primi dieci ai campionati europei del 2017 e del 2020, tra i primi cinque ai campionati europei del 2018 e tra i primi dieci ai campionati mondiali del 2018. Ha vinto la Cup of Tyrol per tre anni consecutivi, nel 2017, il 2018 e il 2019, e il Nebelhorn Trophy del 2020.
In categoria junior, ha vinto due medaglie ai giochi olimpici giovanili invernali ed è stato il primo pattinatore lettone a vincere una medaglia nel circuito del Grand Prix Juniores.

## Vita privata
Vasiljevs è nato il 9 agosto 1999 a Daugavpils, in Lettonia. Nel 2016 si è trasferito a Champery, in Svizzera, per allenarsi con Stéphane Lambiel. Ama disegnare e parla quattro lingue: lettone, russo, francese e inglese. È un grande ammiratore dei pattinatori Stéphane Lambiel, Daisuke Takahashi, Patrick Chan e Javier Fernández.

## Carriera

### Gli inizi e categoria juniores
Vasiljevs ha cominciato a pattinare nel 2002, all'età di tre anni. Ha cominciato a gareggiare nel circuito dello Junior Grand Prix nel 2013, piazzandosi settimo a Riga, in Lettonia, e decimo a Danzica, in Polonia. È poi stato scelto per rappresentare la Lettonia ai campionati mondiali juniores del 2014 a Sofia, in Bulgaria, dove si è classificato undicesimo dopo il programma corto e settimo nel libero, terminando all'ottavo posto nella classifica generale.
Nella stagione 2014-15, Vasiljevs si è classificato quarto in entrambe le tappe dello Junior Grand Prix a cui ha preso parte: Courchevel, in Francia e Tallinn, in Estonia. Nel gennaio del 2015 vinto la medaglia d'argento al Festival olimpico invernale della gioventù europea, svoltosi a Dornbirn, in Austria. In previsione dei campionati mondiali juniores del 2015 ha cominciato a lavorare con Aleksej Urmanov, allenatore di Segei Voronov e Julija Lipnickaja. Si è poi classificato ottavo in entrambi i segmenti di gara, terminando in settima posizione.
Al Grand Prix juniores della stagione successiva, Vasiljevs ha ottenuto la medaglia d'argento in entrambi gli eventi a cui ha partecipato, uno a Riga, in Lettonia e l'altro a Toruń, in Polonia. È stato il primo pattinatore lettone a salire su un podio nello Junior Grand Prix. Ai campionati mondiali junior del 2016 si è classificato ottavo, vincendo però la medaglia di bronzo per il terzo miglior programma corto della competizione.

### Categoria senior
Vasiljevs ha fatto il suo debutto in categoria senior classificandosi quinto al Mordovian Ornament del 2015 e poi terzo al Tallinn Trophy dello stesso anno.

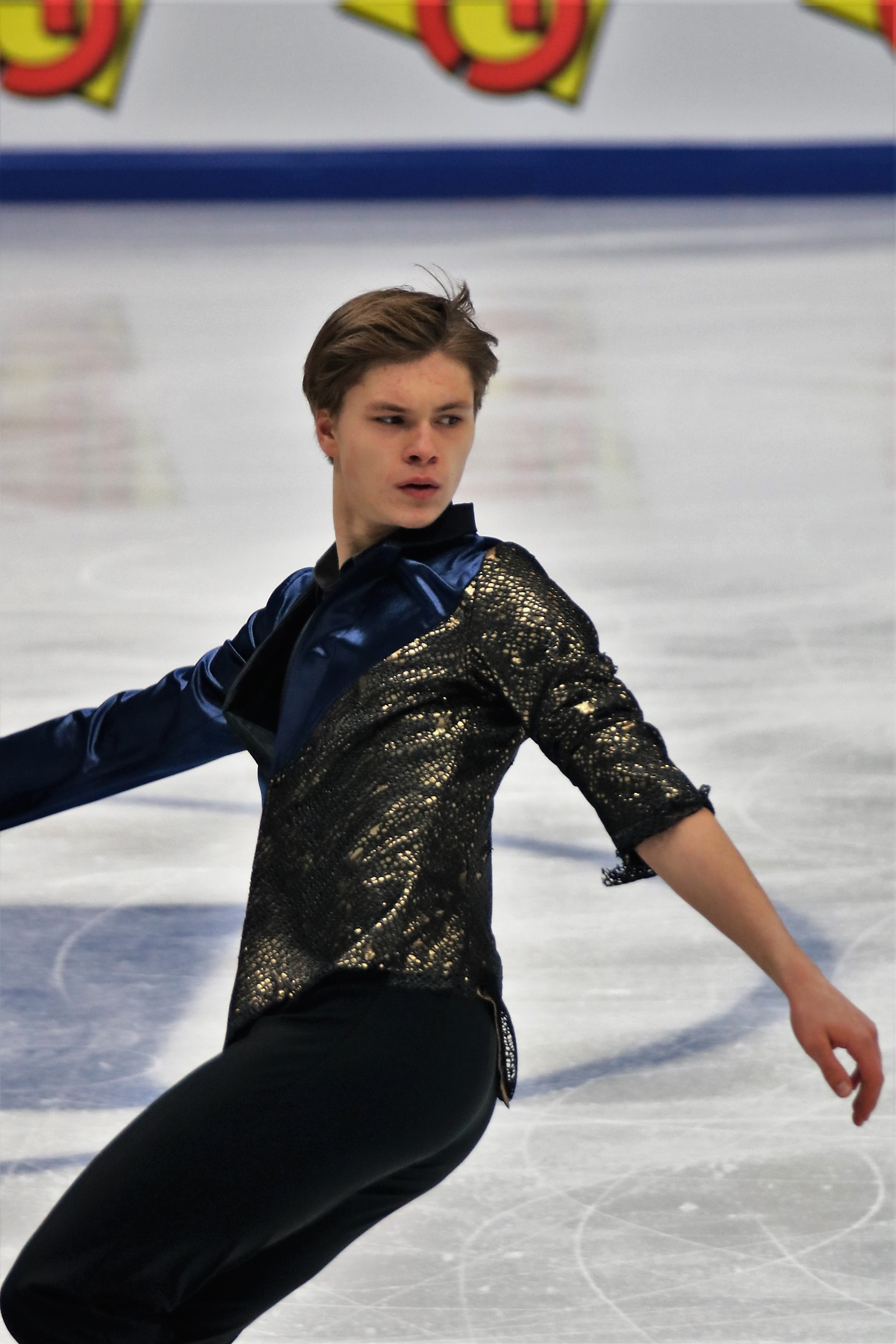
Vasiljevs ai campionati europei del 2018 di Mosca

Nel gennaio del 2016 ha partecipato per la prima volta ad una competizione a livello senior, i campionati europei, tenutisi a Bratislava, in Slovacchia, classificandosi dodicesimo. In febbraio ha gareggiato ad Hamar, in Norvegia, ai giochi olimpici giovanili invernali del 2016, terminando al secondo posto, a solo 1.09 punti di distacco dal primo classificato, il giapponese Sōta Yamamoto. La sua medaglia d'argento è la prima medaglia ottenuta dalla Lettonia alle olimpiadi juniores per la categoria pattinaggio di figura. Vasiļjevs ha partecipato anche al mixed NOC, una gara a squadre, come membro del Team Discovery. Grazie al suo primo posto ha contribuito a far sì che la squadra vincesse la medaglia di bronzo. Ha poi preso parte ai suoi primi campionati mondiali in categoria senior, a Boston, qualificandosi per il programma libero e terminando in quattordicesima posizione.
Nell'estate del 2016, Vasiļjevs si è recato a Champéry, in Svizzera, perché Stéphane Lambiel si occupasse della coreografia dei suoi programmi. Il 25 agosto 2016 è stato annunciato che Lambiel aveva accettato di diventare suo allenatore.
Nella stagione 2016-17, Vasiļjevs si è classificato undicesimo alla Rostelecom Cup e sesto all'NHK Trophy. È arrivato settimo ai campionati europei ad Ostrava, nella Repubblica Ceca. In marzo è arrivato quattordicesimo ai mondiali di Helsinki, ottenendo così un posto per la Lettonia alle olimpiadi invernali di Pyeongchang nel pattinaggio di figura maschile.
Nel settembre del 2017 gareggia al Lombardia Trophy, dove arriva quarto. Partecipa di nuovo alla Rostelecom Cup e all'NHK Trophy, classificandosi rispettivamente ottavo e sesto. Ai campionati europei 2018, Vasiljevs mette in campo un'ottima prestazione che gli permette di migliorare il proprio miglior punteggio personale per il programma corto, con 85.11 punti, e di classificarsi terzo nel primo secondo di gara. Quinto nel programma libero, ha terminato in quarta posizione, ai piedi del podio. Prende poi parte alle olimpiadi invernali di Pyeongchang. Nel programma corto si classifica ventesimo, con una caduta sul triplo Axel, salto su cui aveva già avuto dei problemi in precedenza e che gli dà problemi anche nel libero, dove cade due volte. Si classifica diciannovesimo. Come ultima gara della stagione prende parte ai campionati mondiali di Milano 2018 dove, anche grazie all'assenza di molti grandi pattinatori tra cui Javier Fernandez, Patrick Chan e Yuzuru Hanyu, si classifica sesto, migliorando il proprio miglior punteggio personale sia nel programma libero che nel totale.

## Programmi
| Stagione  | Programma corto | Programma libero | Esibizione |
| --------- | --- | --- | --- |
| 2021-2022 | - Sarakiz: II. Romanza di Karl Jenkins eseguita da Marat Bisengaliev e l'Orchestra Sinfonica di Londra - The Battle Drums (da Princess Mononoke di Joe Hisaishi (coreografia di Stéphane Lambiel) | - Romeo e Giulietta di Sergej Prokof'ev (coreografia di Stéphane Lambiel e Kateryna Shalkina)                                  | - Iron di Woodkid (coreografia di Sarah Dolan) - It's a Sin di Elton John e Years & Years (coreografia di Stéphane Lambiel) |
| 2020-2021 | - Le Grand Tango di Astor Piazzolla eseguita da Gidon Kremer (coreografia di Stéphane Lambiel) | - Romeo e Giulietta di Sergej Prokof'ev (coreografia di Stéphane Lambiel e Kateryna Shalkina)                                  | |
| 2019-2020 | - Two Men In Love di The Irrepressibles (coreografia di Salomé Brunner) - Bloodstream di Tokio Myers                                                                                              | - Lotus Feet di Steve Vai (coreografia di Stéphane Lambiel)                                                                    | - Bloodstream di Tokio Myers                                                                                                |
| 2018-2019 | - Papa Was a Rollin' Stone di Norman Whitfield e Barrett Strong eseguita da Phil Collins (coreografia di Stéphane Lambiel)                                                                        | - Colonna Sonora de L'ultimo samurai di Hans Zimmer - Strobe's nanafushi (Satori Mix) di Kodō (coreografia di Kenta Kojiri)    | - Iron di Woodkid (coreografia di Sarah Dolan)                                                                              |
| 2017–2018 | - Recondita armonia di Giacomo Puccini (coreografia di Stéphane Lambiel) | - Put the Blame On Mame di Doctor 3 - Anyone to Love di Michael Bublé - Sway di Michael Bublé (coreografia di Stéphane Lambiel | - They Live in You (da Il Re Leone) di Mark Mancina, Jay Rifkin (coreografia di Stéphane Lambiel)                           |
| 2016–2017 | - Voodoo Child by Stevie Ray Vaughan (coreografia di Stéphane Lambiel) | - Le quattro stagioni di Antonio Vivaldi arrangiata da Max Richter (coreografia di Stéphane Lambiel)                           | - Bring Him Home (Les Misérables) di Josh Groban (coreografia di Stéphane Lambiel)                                          |
| 2015–2016 | - Puttin' On the Ritz di Irving Berlin eseguita da Taco, Robbie Williams (coreografia di Benoît Richaud)                                                                                          | - Adagio for Tron (da Tron: Legacy) di Daft Punk (coreografia di Benoît Richaud)                                               | - Puttin' On the Ritz di Irving Berlin eseguita da Taco, Robbie Williams (coreografia by Benoît Richaud)                    |
| 2014–2015 | - Jazz Machine di Black Machine - Hey! Pachuco! (da The Mask; choreografia di Benoît Richaud) | - Adagio for Tron (da Tron: Legacy) di Daft Punk (coreografia di Benoît Richaud)                                               | - Heart Upon My Sleeve - Shame On Me di Avicii                                                                              |
| 2013–2014 | - Jazz Machine di Black Machine - Hey! Pachuco! (da The Mask; coreografia di Benoît Richaud) | - Lo schiaccianoci di Pyotr Ilyich Tchaikovsky (coreografia di Benoît Richaud)                                                 | |

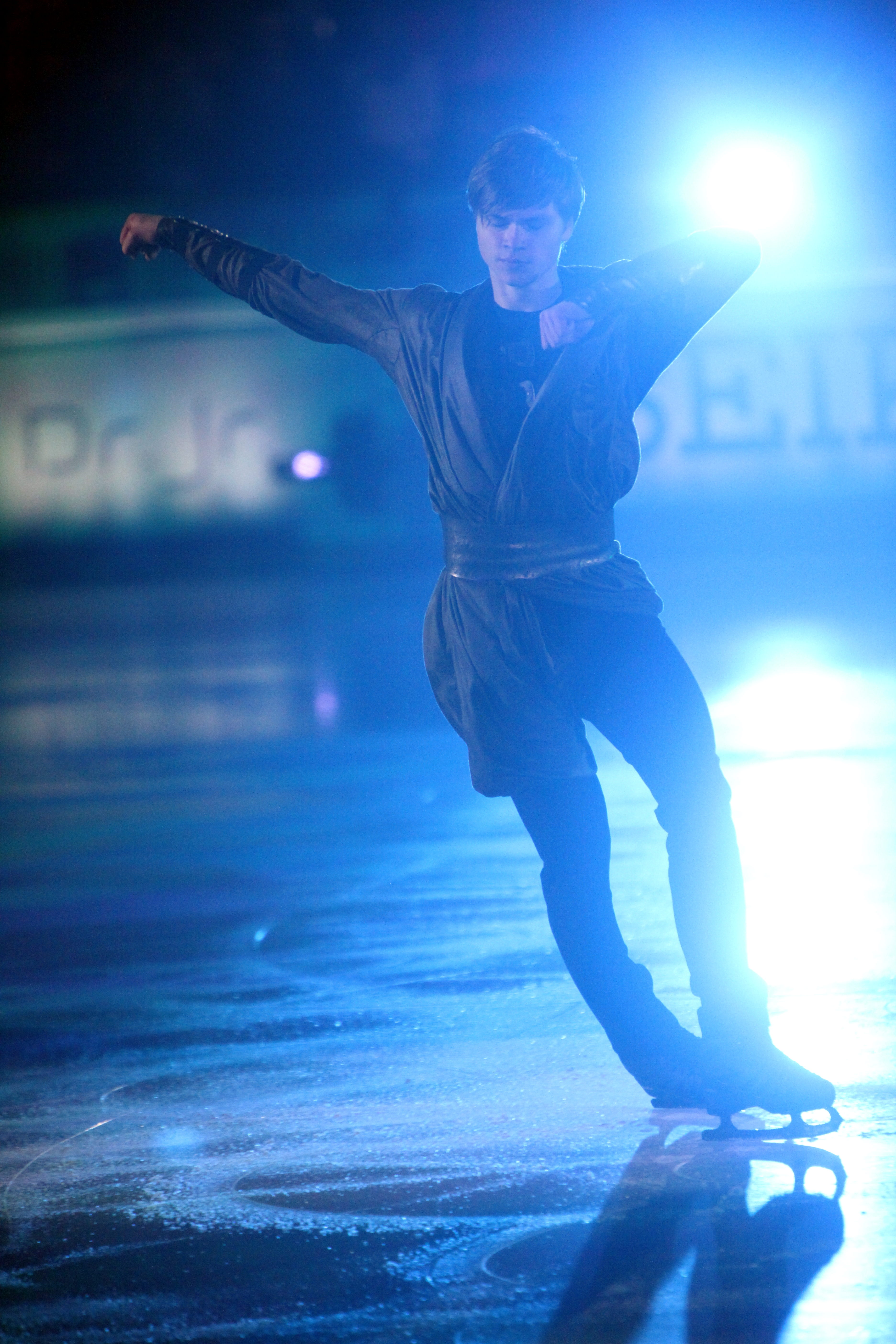
Vasiljevs durante il gala al Trophée Eric Bompard 2018

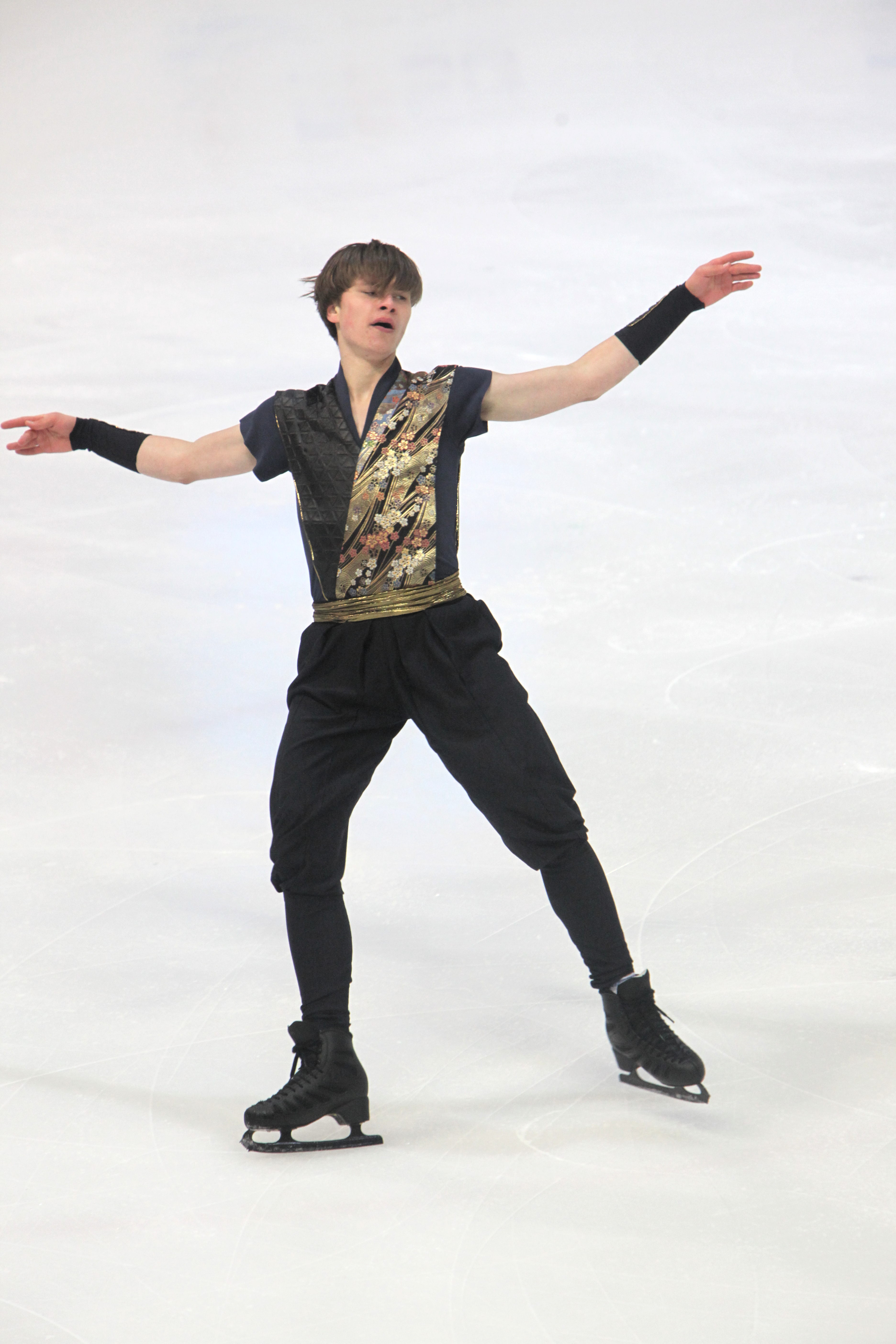
Deniss Vasiljevs al Trophée Eric Bompard del 2018.

## Risultati
| Giochi olimpici invernali       |      |      |      |      |      |           |     | 19º |           |           |     | 13° |     |    |     |
| Campionati mondiali             |      |      |      |      |      | 14º       | 14º | 6º  | 21º       | C         | 18º | 13° | 13° | 7° | 11° |
| Campionati europei              |      |      |      |      |      | 12º       | 7º  | 4º  | 11º       | 6º        | C   | 3º  | 5°  | 6° | 6°  |
| GP Cup of China                 |      |      |      |      |      |           |     |     |           |           |     | C   |     |    | 7º  |
| GP Francia                      |      |      |      |      |      |           |     |     | 7º        |           | C   | 4º  |     |    |     |
| GP NHK Trophy                   |      |      |      |      |      |           | 6º  | 6º  | 8º        |           |     |     |     | 7° |     |
| GP Rostelecom Cup               |      |      |      |      |      |           | 11º | 8º  |           | 6º        |     |     |     |    |     |
| GP Skate America                |      |      |      |      |      |           |     |     |           |           |     |     |     | 9° | 5°  |
| GP Skate Canada                 |      |      |      |      |      |           |     |     |           | 5º        |     |     | 10° |    |     |
| GP John Wilson Trophy           |      |      |      |      |      |           |     |     |           |           |     |     | 2º  |    |     |
| GP d'Italia                     |      |      |      |      |      |           |     |     |           |           |     | 4º  |     |    |     |
| CS Asian Open                   |      |      |      |      |      |           |     |     |           |           |     | 4º  |     |    |     |
| CS Autumn Classic International |      |      |      |      |      |           |     |     |           |           |     | R   |     |    |     |
| CS Golden Spin                  |      |      |      |      |      |           |     |     |           |           |     | 4º  |     |    |     |
| CS Lombardia Trophy             |      |      |      |      |      |           |     | 4º  |           |           |     |     |     |    |     |
| CS Mordovian                    |      |      |      |      |      | 5º        |     |     |           |           |     |     |     |    |     |
| CS Nebelhorn Trophy             |      |      |      |      |      |           |     |     |           |           | 1º  |     |     | R  | 3º  |
| CS Ondrej Nepela Trophy         |      |      |      |      |      | 5º        |     |     |           | 3º        |     |     | 3º  | 7° |     |
| CS Tallinn Trophy               |      |      |      |      |      | 3º        |     |     |           |           |     |     |     |    |     |
| Bavarian Open                   |      |      |      |      |      |           |     |     |           |           |     |     |     | 1º |     |
| Challenge Cup                   |      |      |      |      |      |           |     |     |           |           | R   |     |     |    |     |
| Cup of Tyrol                    |      |      |      |      |      |           | 1º  | 1º  | 1º        |           |     |     |     |    |     |
| Ice Star                        |      |      |      |      |      |           |     |     | 1º        |           |     |     |     |    |     |
| Latvia Trophy                   |      |      |      |      |      |           |     |     |           |           |     |     | 1º  |    |     |
| Nordics                         |      |      |      |      |      |           |     |     |           | 1º        |     |     |     |    |     |
| Road to 26 Trophy               |      |      |      |      |      |           |     |     |           |           |     |     |     |    | 4º  |
| Shangai Trophy                  |      |      |      |      |      |           |     |     |           |           |     |     |     |    | 2º  |
| Tallink Hotels Cup              |      |      |      |      |      |           |     |     |           |           |     |     | 2º  |    |     |
| Internazionali Junior           |      |      |      |      |      |           |     |     |           |           |     |     |     |    |     |
| Mondiali Junior                 |      |      |      | 8º   | 7º   | 8º        |     |     |           |           |     |     |     |    |     |
| Giochi olimpici giovanili       |      |      |      |      |      | 2º        |     |     |           |           |     |     |     |    |     |
| JGP Estonia                     |      |      |      |      | 4º   |           |     |     |           |           |     |     |     |    |     |
| JGP Francia                     |      |      |      |      | 4º   |           |     |     |           |           |     |     |     |    |     |
| JGP Lettonia                    |      |      |      | 7º   |      | 2º        |     |     |           |           |     |     |     |    |     |
| JGP Polonia                     |      |      |      | 10º  |      | 2º        |     |     |           |           |     |     |     |    |     |
| EYOF                            |      |      |      |      | 2º   |           |     |     |           |           |     |     |     |    |     |
| Nazionali                       |      |      |      |      |      |           |     |     |           |           |     |     |     |    |     |
| Campionato lettone              | 1º N | 1º N | 1º N | 1º J | 1º J | 1º        | 1º  | 1º  |           | 1º        |     |     | 1º  | 1º | 1º  |
| Gare a squadre                  |      |      |      |      |      |           |     |     |           |           |     |     |     |    |     |
| Japan Open                      |      |      |      |      |      |           |     |     | 2º S 5º P | 1º S 6º P |     |     |     |    |     |
| Giochi olimpici giovanili       |      |      |      |      |      | 3º S 1º P |     |     |           |           |     |     |     |    |     |